# Музей театрального искусства (Белград)
Музей театрального искусства (серб. Музеј позоришне уметности) — музей, посвящённый сербскому и югославскому театру. Расположен в столице Сербии, Белграде.

## История и описание
Размещён в бывшем доме купца Милоя Божича, построенном в 1863 году. Музейное собрание состоит из архивных материалов и документации, писем, рукописей, плакатов и программ, фотографий, эскизов сцен и костюмов, собраний книг и газетных вырезок.